# بسيم الريس
بسيم الريس هو فنان تشكيلي ولد في سورية في عام 1970 حاصل على بكالوريوس في الهندسة الزراعية من جامعة دمشق. عضو نقابة الفنون الجميلة بدمشق - دمشق - سورية، وعضو جمعية الإمارات للفنون التشكيلية - الشارقة. أقام العديد من المعارض الفردية والجماعية في بلدان مختلفة.
اهتم مؤخرا من خلال مجموعة من اللوحات التشكيلية بموضوعات تعبر عن مأساة الحرب الأهلية السورية وثورات الربيع العربي.
مجموعة قصصية أولى تحت الطبع. وكاتب سوري، ولد في مدينة دمشق القديمة عام 1970
توفي والده عندما كان ابن السادسة ولم يترك له سوى علبة ألوان صغيرة وبعضاً من أقلام الفحم، بعدها اكتشف مهارته في الرسم، وأصبح رسام المدرسة، وبسب العوز الذي عاناه عندما كان صغيراً رسم أول لوحة زيتية بأعواد الثقاب وكان وقتها بعمر الثانية عشرة، بعدها أصبح يعمل ويرسم بجد منقطع النظير ليعيل نفسه ويتابع تعليمه وليبقي على اللون حاراً على لوحته.
يحاول الفنان التشكيلي دائماً أن يجدد في أسلوبه، عرض في العديد من الغاليرهات في العالم.
عرف مساره الإبداعي محطات في مجال الكتابة في صنف القصة القصيرة وفاز بجائزة غانم غباش للقصة القصيرة عن مجموعته "غداً سأخيط فمي".
رغم أن بسيم الريس خريج جامعة دمشق كلية الهندسة الزراعية، فقج تعلم وأبدع في الفن التشكيلي بشكل عصامي، من خلال تذكارات أبيه ومتعلقاته بفن الرسم التي استلهم منها حب الفن التشكيلي.

## السيرة الذاتية
بسيم الريس فنان تشكيلي وكاتب سوري، ولد في مدينة دمشق القديمة عام 1970

## البداية
لم يرث بسيم من والده الذي غادر مبكراً حيث كان في السادسة سوى علبة معدنية صغيرة، بداخلها أقلام الفحم وبضعة ألوان، لتكون وصيته الوحيدة بيد الرسام المبتديء الذي استخدم أعواد الثقاب بدلاً من الفرشاة وقليلاً من المازوت أخده من مدفأة بيته في حيه الدمشقي القديم في منطقة باب توما حيث نشأ.

## العلاقة مع الذات
غزارة الموت الذي أحاط به منذ صغره علمه رؤية الحياة من زواياها المختلفة، وعرف كيف يعيش تفاصيلها بشغف.
هذه الحياة التي شبهها الريس بقوله: «الحياة طائرة تقلع مرة واحدة، وتهبط مرة واحدة وأخيرة، وعلى ركابها أن يعيشوا الرحلة بحب، وأن يتمتعوا بالنظر من النوافذ كافة.»
تعلم لغة الإعلان ووسائل الإعلام على تنوعها، وله محاولات في النحت، والخط العربي، وفي كتابة السيناريو وأخيراً قال: «أشعر بأني مخرج وبما تبقى لي من قوة سأواصل حرب الحب التي بدأتها قبل أن يحين موعد الهبوط الأخير».
له فيلم قصير من إخراجه بعنوان «حدود الرمادي»- عام 2010، تحدث فيه عن الواقع المزري الذي آلت إليه أحوال البلاد اجتماعيا.
وصلة حدود الرمادي: http://www.rayyesart.com/ar/video.php?id=5
فاز بجائزة الشارقة للإبداع العربي للقصة القصيرة عن مجموعته «غداً سأخيط فمي». وجائزة غانم غباش التقديرية عن قصته «أبو كرسي».
وصلة المجموعة القصصية: http://www.rayyesart.com/ar/literarys.php

## العلاقة مع الجدار
جدار البيت القديم الذي ولد بجانبه الريس شغله كثيراً، وأخذ حيزاً من تفكيره، الخشب والطين، حكايات أجيال التصقت على سطوح الجدران، فككها وسبر أغوارها حتى صارت نصوصاً وقصصاً ولوحات ومشاريع فنية، فمن «ينمو بقربي جدار» نصاً ومعرضاً، إلى ذاكرة الزمان على المكان «الجدار»، ومن «على كل جدار لوحة» مبادرة مشروع فني، إلى «الجدارية السورية» قيد التنفذ، ومن ثم فيلم «حدود الرمادي»

## مشاريع فنية
تميز الريس عن سائر أقرانه بجرأته في طرح المواضيع، وايصال رسائل حب في عالم تسوده الفوضى، فبادر بتاريخ 01/01/2011 إلى طرح مبادرة فنية إنسانية أعتبرت المبادر الأولى على مستوى العالم التي يقوم بها فنان بطاقته الفردية وليتفرد بها وينفذها بالرغم من كل العوائق التي واجهته والتي تحتاج إلى عمل مؤسسة لتنفيذها.
قال الريس: "الغربة علمتني كيف أشن حرباً من الحب على الكراهية الفائضة في العالم كي أصون انسانيتي، وفعلت”.
ففي اليوم الأول من العام 2011 وقبل أن تبدأ الثورات في العالم العربي، قدَّم رسالة حب للعالم أجمع بمبادرة فنية عنوانها «على كل جدار لوحة». خصص الشهر الأول من العام لاستقبال طلبات الراغبين بالحصول على لوحة «هدية» في هذا العام الجديد. سأل البعض: ما الدافع؟. «الحب فقط»، هكذا أجاب. وقتها صرخ: «أيها العالم أنا أحبك بكل تفاصيلك».
وأتت مبادرته كالتالي:
((الحب لغة فعل وليس لغة قول.... لذا لن أطيل بما سأقول وسأعلن محبتي لكم فعلا من الجمال. لكل أصدقائي عشاق الفن.. لكم أينما كنتم ومهما كانت لغتكم وجنسيتكم، هديتي لعام 2011 ... لوحة لكلّ منكم... علّ اللوحة تجمعنا.))
ورسم وأرسل لوحات لكل عشاق فنه، حتى باتت ظاهرة أثرت بالعديدين على المستوى الإنساني والاجتماعي.